# Castlevania Judgment
Castlevania Judgment  — 3D-файтинг, разработанный Konami и Eighting для Wii. Игра основана на серии игр Castlevania и является первым файтингом в серии.

## Игровой процесс
В игре представлены трехмерные элементы окружения, а также элементы управления движением Wii Remote. Wii Remote используется для атак, включая базовые атаки, «вспомогательное оружие» и атаки оружием, путем поворота пульта дистанционного управления, а нунчаки используются для перемещения персонажа по сцене и для защитных движений. Игроки могут свободно перемещаться по сцене, как в игре Power Stone.
Каждый персонаж использует различное оружие и различные типы оружия, которые доступны в зависимости от сцены и интерактивной среды сцены; Кроме того, они могут устанавливать ловушки или использовать монстров на сцене, чтобы атаковать друг друга. Призывы доступны в бою, некоторые из которых могут быть вызваны предметами. Игроки могут использовать Wi-Fi-соединение, чтобы играть друг против друга, и могут подключиться к игре Castlevania: Order of Ecclesia для Nintendo DS, чтобы разблокировать бонусный контент в обеих играх. Примерами этапов являются Тронный зал, Палата пыток и Корабль-призрак. Игроки могут выбрать другой цвет палитры для выбранного персонажа, два из которых применяют аксессуары, выбранные игроком.

## Сюжет
Галамот планирует отправить своего слугу, Жнеца Времени, из десятого тысячелетия будущего в прошлое, чтобы уничтожить его соперника Дракулу и изменить историю. Человек по имени Эон обнаруживает это и собирает чемпионов из разных эпох истории во временную трещину, чтобы найти избранного, способного уничтожить Жнеца времени. Каждый персонаж имеет свою уникальную сюжетную линию, ролики и концовку при игре в режиме истории.

### Персонажи
Есть 14 игровых персонажей, состоящих из героев и боссов со всей истории серии Castlevania, а также новый эксклюзивный персонаж по имени Эон, воин времени.

Другие неиграбельные персонажи бродят по игровым стадиям, выступая в качестве препятствий, которые можно устранить, чтобы восполнить энергию. Эти персонажи включают в себя общих врагов Castlevania, таких как зомби, мермены и минотавры. 
- Эон (Castlevania Judgment, 2008)
- Алукард (Castlevania III: Dracula's Curse, 1989)
- Кармилла (Castlevania II: Simon's Quest, 1987)
- Корнелл (Castlevania: Legacy of Darkness, 1999)
- Смерть (Castlevania, 1986)
- Дракула (Castlevania, 1986)
- Эрик Лекард (Castlevania: Bloodlines, 1994)
- Голем (Haunted Castle, 1987)
- Грант Данасти (Castlevania III: Dracula's Curse, 1989)
- Мария Ренар (Castlevania: Rondo of Blood, 1993)
- Сифа Белнадес (Castlevania III: Dracula's Curse, 1989)
- Шаноа (Castlevania: Order of Ecclesia, 2008)
- Саймон Белмонт (Castlevania, 1986)
- Тревор Белмонт (Castlevania III: Dracula's Curse, 1989)

## Разработка
Konami зарегистрировала игру под названием Castlevania Judgment в Управлении по патентам и товарным знакам США 11 апреля 2008 года. Главный дизайнер игры, Кодзи Игараси, начал планировать Castlevania для Wii и хотел использовать контроллеры, чувствительные к движению. Однако сделать это в длительной приключенческой истории было бы очень утомительно, так как большая часть игрового процесса франшизы включает в себя хлестание и взмах. Игра нацелена на воссоздание готического ощущения франшизы. Игараси описал процесс разработки многопользовательского файтинга как довольно сложную задачу. Команда разработчиков работала над графикой игры, особенно над внутриигровыми текстурами, с некоторыми из дизайнеров Elebits и Dewy's Adventure, которые присоединились к команде разработчиков Игараси.

## Отзывы
| Сводный рейтинг       | Сводный рейтинг |
| Агрегатор             | Оценка          |
| --------------------- | --------------- |
| GameRankings          | 51,59 %         |
| Metacritic            | 49/100          |
| Иноязычные издания    |                 |
| Издание               | Оценка          |
| 1UP.com               | D-              |
| Eurogamer             | 3/10            |
| G4                    | [ 14 ]          |
| Game Informer         | 5/10            |
| GamePro               | [ 16 ]          |
| GameRevolution        | D               |
| GameSpot              | 3/10            |
| GameSpy               | [ 19 ]          |
| GameTrailers          | 6,5/10          |
| IGN                   | 7,5/10          |
| Nintendo Power        | 7/10            |
| Nintendo World Report | 7/10            |
| ONM                   | 68 %            |
| X-Play                | [ 14 ]          |

 Первоначальная реакция на объявление о том, что игра станет файтингом, была воспринята с некоторыми шоком и скептицизмом. Посмотрев первоначальную версию игры до E3 рецензенты IGN заключили, что игра имеет потенциал. Однако дизайн персонажей Такеши Обаты подвергся резкой критике со стороны Дэвида Оксфорда, редактора игрового сайта Kombo.com. Редактор подумал, что дизайн не был в стиле Castlevania и слишком похож на работу Обаты над Death Note
После показа в 2008 году на Tokyo Game Show игра подверглась резкой критике. Редактор Kotaku Люк Планкетт написал длинную статью об игре. Он сообщил: «Я ушел с шоу, чувствуя себя плохо. Плохо для фанатов Castlevania, по крайней мере; в этой игре просто нет ничего правильного. Ничего.» У игрового дизайнера Кодзи Игараси были жалобы на схему управления, сообщив, что «Существует также проблема контроллера Wii. Трудно делать очень точные движения, когда вы что-то махаете». В остальном он возразил, что первоначальная реакция на Judgment была «несправедливой».
Оценки Judgment были негативным, с общей оценкой в 49 % на Metacritic. Игровой сайт 1UP.com оценил игру на D-. В дополнение к критике по поводу художественного направления, 1UP также отметил некоторые вещи, которые, по их словам, не учитывают установленные элементы файтинга. Сюда входили жалобы на «дезориентирующее» управление камерой. Согласно обзору, Konami описали игру как «Versus Action», которая, по словам рецензента, является «объединением, объединяющим механику экшн-игры с файтингом», а затем продолжает называть его «плохим сыном неологизма», IGN назвал Judgment «глубоким, веселым файтингом», восхваляя разнообразие персонажей, стиль и дизайн, одновременно критикуя камеру и отсутствие возможностей настройки управления. IGN также номинировал его на лучший файтинг 2008 года для Wii, но проиграл Super Smash Bros. Brawl. Nintendo Power оценила игру на 7.0 / 10, заявив, что «Несмотря на то, что Castlevania Judgement радикально отличается от своих предшественников в жанре экшн-приключений, она довольно забавная», высоко оценивая её презентацию, доступность и ремиксы, критикуя реализацию. вспомогательного оружия, схемы управления и дизайн персонажей, называя их «сомнительными». Напротив, X-Play дала игре 1/5, утверждая, что она чрезвычайно неуравновешенна и имеет ужасную схему управления, а также «подрывает устоявшийся дизайн Castlevania». GameSpy дал игре 1.5 / 5, похвалив игру за её бонусы и онлайн-режим, при этом критикуя игру за неуравновешенных персонажей и раздражающую камеру. GameSpot поставил игре 3/10 баллов, заявив, что «отвратительная камера, ужасная графика и громоздкие элементы управления предназначены только для тех, кто хочет мазохизма; поклонники франшизы, борьбы или веселья не найдут ничего ценного в этой небрежной трате денег». Более поздний выпуск в Японии стал финансовым провалом, продажи составили только 3700 единиц.

## Заметки
1. ↑  известный в Японии как Demon Castle Dracula Judgment (яп. 悪魔城ドラキュラ ジャッジメント акумадзё: доракюра дзядзимэнто)[1]